# Óscar Duarte
Óscar Vicente Martins Duarte, simplesmente Óscar, nome conhecido nos relvados do futebol português entre os finais da década de 70 e meados da década seguinte. Com um percurso futebolístico com passagens pelo SC Covilhã, GD Estoril Praia, FC Porto, Boavista FC, Académica de Coimbra, SC Farense e Lusitano de Évora.
Natural de Cabo Verde, Óscar nasceu no dia 5 de Dezembro de 1950 na cidade da Praia. Apesar de cabo-verdiano de gema, Óscar chegou a representar a Selecção Nacional “A” portuguesa, algo frequente no seu tempo, pelo menos em uma ocasião.

## Carreira
A sua primeira inscrição federativa remonta à época de 1969/70 no UDR S. Maria, mas o seu percurso no futebol português começou a evidenciar-se, inicialmente, ao serviço do SC Covilhã na temporada de 1975/76, disputando a 2ª Divisão Nacional. O protagonismo assumido por Óscar ao serviço da equipa serrana motivou, naturalmente, o seu ingresso na época imediatamente seguinte num clube que militava a 1ª Divisão Nacional.
Assinou contrato com o Grupo Desportivo Estoril Praia para a temporada de 1976/77. O ano de estreia deste cabo-verdiano no escalão principal do futebol português foi notável. Ajudou a GD Estoril Praia a garantir a manutenção na 1ª Divisão Nacional, objectivo fundamental, com um honroso 11º lugar na classificação, mas individualmente, revelou-se também como um dos jogadores mais na manobra da equipa estorilista.
Cada um dos três treinadores que passaram pela equipa da linha nesta época – António Medeiros, José Torres e finalmente José Bastos – deram a titularidade a Óscar que realizou 30 partidas no Campeonato Nacional da 1ª Divisão na época de 1976/77, sendo o único totalista da equipa naquela competição, onde apontou dois golos.

## Treinador
Mais tarde Óscar acabou por abandonar o futebol e passar a desempenhar as funções de treinador. Neste cargo destaca-se a liderança da Selecção de Cabo Verde durante quase 5 anos, onde foi o seleccionador nacional e responsável, talvez, pelos maiores êxitos futebolísticos daquele país até ao presente.
Durante o período em que Óscar Duarte esteve ao serviço da Selecção Nacional de Cabo Verde, conquistou a X Edição da Taça Amílcar Cabral, disputado no ano 2000 na cidade da Praia, talvez a mais importante vitória da selecção daquele país.